# آلارم عشق
آلارم عشق (به کره‌ای: 좋아하면 울리는; لاتین‌نویسی اصلاح‌شده: Joh-ahamyeon ullineun؛ انگلیسی: Love Alarm) یک مجموعهٔ تلویزیونی کره جنوبی با بازی کیم سو هیون، جونگ گا رام و سونگ کانگ است. این مجموعه بر پایهٔ وب‌تون داوم با همین نام اثر چون که یونگ است و زندگی یک دختر دبیرستانی در جامعه‌ای را دنبال می‌کند که به شدت تحت تأثیر یک اپ موبایل است که می‌تواند این را اطلاع دهد که آیا فردی در نزدیکی آنها احساسات عاشقانه به کسی دارد یا نه.
آلارم عشق اولین مجموعهٔ کره‌ای است که توسط نتفلیکس پخش می شود. فصل اول این مجموعه در ۲۲ اوت ۲۰۱۹ از نتفلیکس پخش شد و برای فصل دوم در اکتبر ۲۰۱۹ تمدید شد. فصل دو در ۱۲ مارس ۲۰۲۱ پخش شد.